# غلين بوتشر
غلين بوتشر (بالإنجليزية: Glenn Butcher)‏ هو سياسي أسترالي، ولد في 15 أبريل 1972 في جلادستون في أستراليا. حزبياً، نشط في Queensland Labor Party ‏. وقد انتخب عضو المجلس التشريعي ولاية كوينزلاند عن دائرة Electoral district of Gladstone ‏ (31 يناير 2015 – ).